# Tricétinidine
La tricétinidine est un composé organique de la famille des 3-désoxyanthocyanidines. C'est un composé présentant une couleur rouge intense, présent notamment dans les infusions de thé noir. Dans le thé, la tricétinidine est le produit de la dégallation oxydative du gallate d'épigallocatéchine (EGCG).